# AFC Futsal Club Championship 2016
La AFC Futsal Club Championship 2016 è stata la 7ª edizione del torneo continentale riservato ai club di calcio a 5 vincitori nella precedente stagione del massimo campionato delle federazioni affiliate alla AFC. La competizione è iniziata il 15 luglio 2016 per finire il 23 dello stesso mese.

## Squadre partecipanti
Tutte le nazioni che partecipano schierano una sola squadra, per un totale di 12 squadre.

### Lista
I club sono stati ordinati in base al risultato della federazione nell'edizione precedente.

| Rank | Squadra         | Urna |
| ---- | --------------- | ---- |
| 1/H  | Chonburi        | 1    |
| 2/TH | Tasisat Daryaei | 1    |
| 3    | Sanna Khánh Hòa | 1    |
| 4    | Naft Al-Wasat   | 1    |
| 5    | Nagoya Oceans   | 2    |
| 6    | Dalian          | 2    |
| 7    | Al-Mayadeen     | 2    |
| 8    | Al-Sadd         | 2    |
| 9    | AGMK Olmaliq    | 3    |
| 10   | Vic Vipers      | 3    |
| 11   | Dibba Al Hisn   | 3    |
| 12   | Taipower        | 3    |

Note
- (TH) – Squadra campione in carica
- (H) – Squadra ospitante

### Formula
Le 12 squadre si affrontano in quattro gironi da tre, sorteggiati il 6 maggio. Le prime due di ogni girone accedono alla fase finale ad eliminazione diretta.

## Fase a gironi

### Gruppo A
| Squadra       | P.ti | G | V | N | P | GF | GS | DR |
| ------------- | ---- | - | - | - | - | -- | -- | -- |
| Chonburi      | 6    | 2 | 2 | 0 | 0 | 9  | 4  | +4 |
| Nagoya Oceans | 1    | 2 | 0 | 1 | 1 | 3  | 5  | -2 |
| Vic Vipers    | 1    | 2 | 0 | 1 | 1 | 5  | 8  | -3 |

| Arbitro: | Mohamad Chami |

|                                                                             |           |                                               |
| Jirawat 16’, 17’ Suphawut 23’ Sarawut 32’ Barrientos 35’ (aut.) Sorasak 38’ | Marcatori | 9’ Alinejad 24’ Barrientos 27’ (aut.) Jirawat |

| Arbitro: | An Ran |

|                         |           |                         |
| Yoshikawa 16’ Sakai 33’ | Marcatori | 30’ Alinejad 32’ Cooper |

| Arbitro: | Mahmoud Reza Nasirloo |

|                                     |           |            |
| Jirawat 2’ Suphawut 27’ Jetsada 35’ | Marcatori | 26’ Ryohei |

### Gruppo B
| Squadra         | P.ti | G | V | N | P | GF | GS | DR |
| --------------- | ---- | - | - | - | - | -- | -- | -- |
| Tasisat Daryaei | 6    | 2 | 2 | 0 | 0 | 10 | 5  | +5 |
| AGMK Olmaliq    | 1    | 2 | 0 | 1 | 1 | 5  | 6  | -1 |
| Al-Mayadeen     | 1    | 2 | 0 | 1 | 1 | 4  | 8  | -4 |

| Arbitro: | Yuttakon Maiket |

|                                |           |                             |
| Tayebi 4’, 38’ Abbasi 17’, 32’ | Marcatori | 12’, 13’ Farkhod 39’ Javlon |

| Arbitro: | Hasan Mohammed Mousa Al-Gburi |

|                |           |                          |
| Takaji 4’, 20’ | Marcatori | 3’ Sharipov 31’ Sviridov |

| Arbitro: | Chan Ka Chung |

|                                                   |           |                        |
| Tayebi 20’, 21’, 24’ Vafaei 36’, 38’ Shamsaei 38’ | Marcatori | 24’ Tomic 25’ Kobeissy |

### Gruppo C
| Squadra       | P.ti | G | V | N | P | GF | GS | DR |
| ------------- | ---- | - | - | - | - | -- | -- | -- |
| Naft Al-Wasat | 4    | 2 | 1 | 1 | 0 | 7  | 3  | +4 |
| Dibba Al Hisn | 2    | 2 | 0 | 2 | 0 | 3  | 3  | 0  |
| Dalian        | 1    | 2 | 0 | 1 | 1 | 2  | 6  | -4 |

| Arbitro: | Rey Ritaga |

|                         |           |                        |
| Bahadori 18’ Hamzah 29’ | Marcatori | 6’ Claudio 31’ Mohamed |

| Arbitro: | Scott Kidson |

|           |           |             |
| Diogo 35’ | Marcatori | 15’ Abdalla |

| Arbitro: | Helday Idang |

|                                                      |           |                   |
| Hamzah 11’, 22’ Jabbar 21’ Bahadori 23’ Tavakoli 36’ | Marcatori | 28’ (aut.) Hamzah |

### Gruppo D
| Squadra         | P.ti | G | V | N | P | GF | GS | DR |
| --------------- | ---- | - | - | - | - | -- | -- | -- |
| Sanna Khánh Hòa | 6    | 2 | 2 | 0 | 0 | 6  | 2  | +4 |
| Al-Sadd         | 3    | 2 | 1 | 0 | 1 | 6  | 3  | +3 |
| Taipower        | 0    | 2 | 0 | 0 | 2 | 0  | 7  | -7 |

| Arbitro: | Husein Mahmoud Husein Khalaileh |

|                           |           |  |
| Nam 20’ Chi 30’ Thanh 38’ | Marcatori |  |

| Arbitro: | Kozaki Tomohiro |

|                             |           |  |
| Salem 15’, 27’ Ali 29’, 32’ | Marcatori |  |

| Arbitro: | Ryan Shepheard |

|                          |           |                      |
| Thanh 7’ Chi 16’ Bao 39’ | Marcatori | 16’ Salem 38’ Ismail |

## Fase a eliminazione diretta

### Tabellone
|  | Quarti di finale    | Quarti di finale |                     |          | Semifinali                | Semifinali                |  |  | Finale | Finale |
|  |                     |                  |                     |          |                           |                           |  |  |        |        |
|  |                     |                  |                     |          |                           |                           |  |  |        |        |
|  |                     |                  |                     |          |                           |                           |  |  |        |        |
|  | Sanna Khánh Hòa     | 2                |                     |          |                           |                           |  |  |        |        |
|  | Sanna Khánh Hòa     | 2                |                     |          |                           |                           |  |  |        |        |
|  | Dibba Al Hisn       | 6                |                     |          |                           |                           |  |  |        |        |
|  | Dibba Al Hisn       | 6                | Dibba Al Hisn       | 1        |                           |                           |  |  |        |        |
|  |                     |                  | Dibba Al Hisn       | 1        |                           |                           |  |  |        |        |
|  |                     | Nagoya Oceans    | 3                   |          |                           |                           |  |  |        |        |
|  | Tasisat Daryaei     | Nagoya Oceans    | 3                   | 2 (2)    |                           |                           |  |  |        |        |
|  | Tasisat Daryaei     |                  |                     | 2 (2)    |                           |                           |  |  |        |        |
|  | Nagoya Oceans (dcr) | 2 (3)            |                     |          |                           |                           |  |  |        |        |
|  | Nagoya Oceans (dcr) | 2 (3)            | Nagoya Oceans (dcr) | 4 (6)    |                           |                           |  |  |        |        |
|  |                     |                  | Nagoya Oceans (dcr) | 4 (6)    |                           |                           |  |  |        |        |
|  |                     | Naft Al-Wasat    | 4 (5)               |          |                           |                           |  |  |        |        |
|  | Naft Al-Wasat       | Naft Al-Wasat    | 4 (5)               | 2        |                           |                           |  |  |        |        |
|  | Naft Al-Wasat       |                  |                     | 2        |                           |                           |  |  |        |        |
|  | Al-Sadd             | 1                |                     |          |                           |                           |  |  |        |        |
|  | Al-Sadd             | 1                | Naft Al-Wasat (dts) | 4        | Finale per il terzo posto | Finale per il terzo posto |  |  |        |        |
|  |                     |                  | Naft Al-Wasat (dts) | 4        | Finale per il terzo posto | Finale per il terzo posto |  |  |        |        |
|  |                     | Chonburi         | 1                   |          |                           |                           |  |  |        |        |
|  | Chonburi            | Chonburi         | 1                   | 4        | Dibba Al Hisn             | 1                         |  |  |        |        |
|  | Chonburi            |                  |                     | 4        | Dibba Al Hisn             | 1                         |  |  |        |        |
|  | AGMK Olmaliq        | 1                |                     | Chonburi | 6                         |                           |  |  |        |        |
|  | AGMK Olmaliq        | 1                |                     |          | 6                         |                           |  |  |        |        |
|  |                     |                  |                     |          |                           |                           |  |  |        |        |
|  |                     |                  |                     |          |                           |                           |  |  |        |        |

### Quarti di finale
| Arbitro: | Nurdin Bukuev |

|                    |           |                                                                |
| Thanh 22’ Tuan 34’ | Marcatori | 26’, 32’ Salim 28’ H.Mohamed 36’ A.Mohamed 40’ Ali 40’ Claudio |

| Arbitro: | Kobayashi Hiroyuki |

|                       |           |              |
| Hamzah 17’ Jabbar 20’ | Marcatori | 10’ Shahwani |

| Arbitro: | Ryan Shepheard |

|                         |                      |                          |
| Tayebi 5’ Shamsaei 49’  | Marcatori            | 16’ Sakai 42’ Koichi     |
| Sangsefidi Majid Abbasi | Tiri di rigore 2 – 3 | Ryohei Yoshikawa Rodrigo |

| Arbitro: | An Ran |

|                                               |           |             |
| Jetsada 12’ Suphawut 14’ Jirawat 17’ Xapa 36’ | Marcatori | 1’ Sharipov |

### Semifinali
| Arbitro: | Rey Ritaga |

|         |           |                                    |
| Zeid 4’ | Marcatori | 11’ Sakai 13’ Ryohei 19’ Yoshikawa |

| Arbitro: | Truong Quoc Dung |

|                                                 |           |             |
| Bahadori 40’, 43’ (rig.) Tavakoli 48’ Fahem 50’ | Marcatori | 16’ Jirawat |

### Finale 3º posto
| Arbitro: | Nurdin Bukuev |

|            |           |                                                                   |
| Claudio 5’ | Marcatori | 15’ Thanatorn 19’ Sorasak 32’, 37’ Jirawat 34’ Suphawut 39’ Ampol |

### Finale
| Arbitro: | Ryan Shepheard |

|                                             |                      |                                                         |
| Yoshikawa 4’ Kento 14’ Sakai 39’ Ryuta 49’  | Marcatori            | 8’ Bahadori 16’ Tavakoli 33’ Dakheel 43’ (aut.) Rodrigo |
| Ryohei Yoshikawa Rodrigo Hernan Sakai Yushi | Tiri di rigore 6 – 5 | Fahem Bahadori Tavakoli Dakheel Hussein Abdulmalek      |

## Classifica marcatori
| Gol |  |  | Giocatore             | Squadra         |
| --- |  |  | --------------------- | --------------- |
| 7   |  |  | Jirawat Sornwichian   | Chonburi        |
| 6   |  |  | Hossein Tayebi        | Tasisat Daryaei |
| 5   |  |  | Ghodrat Bahadori      | Naft Al-Wasat   |
| 4   |  |  | Mustafa Bachay Hamzah | Naft Al-Wasat   |
| 4   |  |  | Suphawut Thueanklang  | Chonburi        |
| 4   |  |  | Rafael Sakai          | Nagoya Oceans   |
| 3   |  |  | Abdullah Salem        | Al-Sadd         |
| 3   |  |  | Farhad Tavakoli       | Naft Al-Wasat   |
| 3   |  |  | Mario Claudio         | Dibba Al Hisn   |
| 3   |  |  | Tomoki Yoshikawa      | Nagoya Oceans   |

## Premi
| Premio                       | Giocatore           |
| ---------------------------- | ------------------- |
| Miglior giocatore del torneo | Farhad Tavakoli     |
| Scarpa d'Oro                 | Jirawat Sornwichian |
| Fair Play                    | Dibba Al Hisn       |